# Tomás de Zumalacárregui

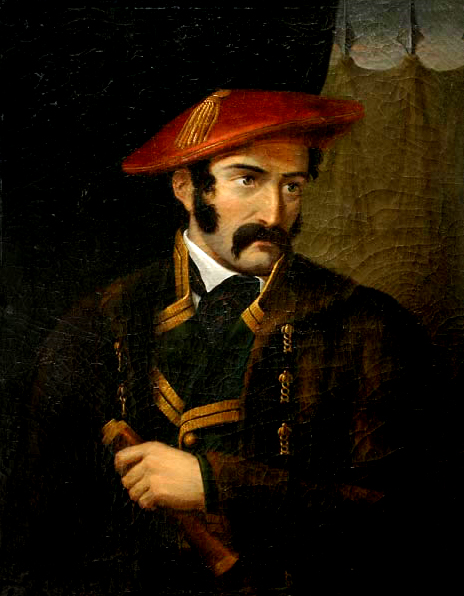
Tomás Zumalacárregui

Tomás de Zumalacárregui (Ormaiztegi, 29 december 1788 - Zegama, 24 juni 1835), in het Baskisch Tomas Zumalakarregi Imatz geheten, was een Spaanse generaal van Baskische afkomst.
Hij vocht in de Spaanse Onafhankelijkheidsoorlog aan de zijde van de Spanjaarden en maakte snel carrière in het leger. Toen de conservatieve koning Ferdinand VII op de troon hersteld was, schaarde Zumalacárregui zich aan diens zijde in de strijd tegen de voorstanders van de grondwet van 1812. Ook bij de opstand van 1820 en in de jaren daarna steunde hij het gezag van Ferdinand VII, die hem in 1829 tot kolonel bevorderde en tot commandant van Ferrol benoemde. Tijdens de laatste jaren van Ferdinands regering hadden de liberalen de meeste macht aan het hof en moest hij zich terugtrekken naar Pamplona. 
Meteen na het uitbreken van de Eerste Carlistenoorlog werd Zumalacárregui leider van de carlisten in Navarra. Hij was een goede verzetsleider en bij zijn aankomst in Spanje in juli 1834 benoemde Don Carlos Zumalacárregui  tot zijn opperbevelhebber.
Tijdens het beleg van Bilbao raakt Bilbao Zumalacárregui gewond door een verdwaalde kogel. De wond was niet ernstig, maar genas niet goed. Uiteindelijk stierf de generaal op 24 juni 1835.